# Démétriosz (történetíró)
Démétriosz (i. e. 2. század) görög történetíró
Szképsziszből származott, Arisztarkhosz kortársa volt. Egy 30 könyvre terjedő munkában Arisztarkhosz és Hégésziasz nyomán megállapította a Homérosz által említett helységek fekvését.